# 안 마리 도를레앙
오를레앙의 안나마리아(Anne-Marie d'Orléans, 1669년 8월 27일 ~ 1728년 8월 26일)는 사르데냐 국왕 비토리오 아메데오 2세의 왕비로, 프랑스식 이름은 안 마리 도를레앙(Anne Marie d'Orléans)이다. 프랑스 국왕 루이 14세의 동생 오를레앙 공 필리프 1세와 그의 첫 번째 공작부인 잉글랜드 공주 헨리에타 앤 사이에서 둘째딸로 태어났다. 루이 14세는 이탈리아에 대한 프랑스의 영향력을 유지하기 위해 조카딸을 사보이아 공작에게 시집보내기로 결정했고 두 사람은 1684년 4월 10일 베르사유에서 결혼했다.

## 자녀
| 사진 | 이름                            | 생일             | 사망                  | 기타                           |
| ---- | ------------------------------- | ---------------- | --------------------- | ------------------------------ |
|      | 마리아 아델라이데 디 사보이아   | 1685년 12월 6일  | 1712년 7월 17일(26세) | 프랑스 왕세손 루이와 결혼, 3남 |
|      | 마리아 안나                     | 1687년           | 1690년                | 요절                           |
|      | 마리아 루이사 디 사보이아 왕녀  | 1688년 11월 17일 | 1714년 2월 14일(25세) | 스페인 펠리페 5세 왕비, 4남    |
|      | 피에몬테 공작 비토리오 아메데오 | 1699년 5월 6일   | 1715년 3월 22일(15세) | 요절                           |
|      | 카를로 에마누엘레 3세           | 1701년 4월 27일  | 1773년 2월 20일(71세) | 샤르데냐 국왕, 6남 4녀         |
|      | 에마누엘레 필리베르토           | 1705년           | 1705년                | 요절                           |